# Legamento deltoideo
Il legamento deltoide (o legamento mediale dell'articolazione talocrurale) è un legamento triangolare con inserzione all'apice e ai bordi anteriori e posteriore del malleolo mediale. Il legamento deltoideo è composto da vari legamenti che in base alla disposizione si dividono in superficiali e profondi. I legamenti che compongono il legamento deltoideo sono:
- Legamento tibiotalare anteriore
- Legamento tibiocalcaneale
- Legamento tibiotalare posteriore
- Legamento tibionavicolare. Si compone di due serie di fibre, superficiali e profonde.

## Legamenti superficiali
- Il legamento tibionavicolare in avanti da inserire nella tuberosità dell'osso navicolare, e immediatamente dietro questo si fondono con il margine mediale del legamento calcaneonavicolare plantare;
- il legamento tibiocalcaneale scende quasi perpendicolarmente per essere inserita in tutta la lunghezza del sustentaculo tali del calcagno;
- il legamento tibiotalare posteriore dal collicolo posteriore del malleolo mediale al posteromediale dell'astragalo

## Legamento profondo
Il legamento profondo è il legamento tibiotalare anteriore . Decorre dal collicolo anteriore del malleolo mediale all'astragalo mediale e al tubercolo mediale.

## Rivestimenti
Il legamento deltoide è coperto dai tendini del muscolo tibiale posteriore e del flessore digitoro lungo .